# Mursān
Mursān är en ort i Indien.   Den ligger i delstaten Uttar Pradesh, i den norra delen av landet, 140 km sydost om huvudstaden New Delhi. Mursān ligger 180 meter över havet och antalet invånare är 12 310.
Terrängen runt Mursān är mycket platt. Runt Mursān är det mycket tätbefolkat, med 1 056 invånare per kvadratkilometer. Närmaste större samhälle är Hathras, 11,1 km öster om Mursān. Trakten runt Mursān består till största delen av jordbruksmark.